# Горки (Пушкинский городской округ)
Горки — упразднённая деревня, располагавшаяся на территории Пушкинского городского округа Московской области России.

## География
Урочище находится в северо-восточной части области, в зоне хвойно-широколиственных лесов, на берегу одного из левых притоков реки Мележи, на расстоянии примерно 40 километров (по прямой) к северо-востоку от города Пушкино, административного центра округа.

### Климат
Климат характеризуется как умеренно континентальный, с умеренно холодной зимой и тёплым летом. Среднегодовая температура воздуха — +2,7 °C. Средняя температура воздуха самого холодного месяца (января) — −11,3 °C (абсолютный минимум — −48 °C), средняя температура самого тёплого (июля) — +17 °С (абсолютный максимум — +36 °C). Годовое количество атмосферных осадков — 630 мм, из которых около 70 % выпадает в период с апреля по октябрь.

## История
В «Списке населенных мест Владимирской губернии по сведениям 1859 года» населённый пункт упомянут как казённая деревня Александровского уезда, расположенная при лощине Стукашихе, в 26 верстах от уездного города. В деревне насчитывалось 12 дворов и проживало 70 человек (31 мужчина и 39 женщин).
По состоянию на 1905 год, в Горках имелось 14 дворов и проживало 76 человек. В административном отношении деревня входила в состав Ботовской волости.
По данным 1926 года в деревне имелось 15 хозяйств и проживало 82 человека (40 мужчин и 42 женщины). Являлась частью Охотинского сельсовета Шараповской волости Сергиевского уезда Московской губернии.